# Bhutan Times
Bhutan Times — первая частная газета в Бутане и вторая, изданная в королевстве после Kuensel.
Первый номер газеты вышел 30 апреля 2006 года на 32 страницах. В нём было напечатано громкое интервью наследного принца Бутана Джигме Кхесар Намгьял Вангчука.
Создание свободной прессы в Бутане является важным шагом в демократическом преобразовании Бутана. До декабря 2007 года газета была еженедельной, после чего руководство приняло решение выпускать газету два раза в неделю. Bhutan Times выходит по средам и воскресеньям.
Руководство этой частной газетой осуществляет группа молодых журналистов и редакторов.
В 2006 году вышла другая частная газета — Bhutan Observer, а в 2011 году — Druk Yoedzer.